# Corrida do Ouro
Nota: Se procura o artigo sobre história da mineração relacionado com corridas do ouro, veja Febre do ouro
Corrida do Ouro é uma telenovela brasileira produzida e exibida pela TV Globo de 3 de julho de 1974 a 24 de janeiro de 1975, em 178 capítulos. Substituiu Supermanoela e foi substituída por Cuca Legal, sendo a 14.ª "novela das sete" exibida pela emissora.
Escrita por Lauro César Muniz e Gilberto Braga, foi dirigida por Reynaldo Boury com supervisão de direção de Daniel Filho, foi produzida em preto-e-branco.
Teve Sandra Bréa, Aracy Balabanian, Renata Sorrah, Célia Biar, Maria Luíza Castelli, Nívea Maria, José Augusto Branco e José Wilker nos papéis principais.

## Enredo
O velho Durval Pontes de Albuquerque, dono de inúmeras fazendas de café, imóveis, uma fábrica e ações morre aos 74 anos e deixa um testamento surpreendente e enigmático no qual sua herança será dividida para cinco mulheres: Isadora (Sandra Brea), Tereza (Aracy Balabanian), Gilda (Célia Biar), Patrícia (Renata Sorrah) e Ilka (Maria Luíza Castelli). Mas elas só teriam direito à fortuna se executassem, uma a uma, condições especificadas pelo milionário em uma das cláusulas, o que provocaria grandes transformações nas suas vidas. Dessa maneira, os obstáculos que cada uma das herdeiras encontrava para cumprir o testamento forneciam os ganchos da novela.
Assim, Isadora Ferreira, uma cantora, deveria abandonar a carreira; Gilda Diniz Steiner, que morava na França havia 20 anos, deveria ter residência fixa no Brasil; Tereza Rodrigues deveria terminar o curso de jornalismo e obter seu diploma; Patrícia Braga Albuquerque deveria se casar com Rafael Esteves (José Augusto Branco), fiel funcionário de Durval; e Ilka Silveira da Cunha teria de ir morar com a mãe, que a abandonou quando criança. Se, no prazo de um ano, qualquer uma das cinco não tivesse cumprido sua obrigação, todas estariam deserdadas.
Tereza tem um papel central no elaborado plano do milionário. Filha de Onofre (Castro Gonzaga), antigo caseiro de Durval, Tereza é uma moça de origem humilde, mas inteligente e decidida, que trabalha como freelancer para revistas e jornais, e está prestes a se formar em jornalismo. Sua missão é aparentemente fácil de realizar mas, na verdade, Durval queria que Tereza usasse de sua persuasão para estimular as outras herdeiras a cumprirem suas funções, que implicam mudanças mais ou menos radicais em suas vidas.
Sobrinha paterna de Durval, Patrícia é uma jovem insegura e de personalidade frágil que não está disposta a se casar com Rafael, moço determinado que vive com a batalhadora e divertida tia Zélia (Anilza Leoni), e a quem Durval tratava como um filho. Patrícia sempre foi apaixonada por Fábio Rossi (José Wilker), jovem idealista e com vontade de crescer profissionalmente que vive com sua irmã, a jovem professora Mônica (Patrícia Bueno) e o amigo Sérgio (Flávio Migliaccio). Porém, não consegue se livrar do domínio da madrasta, Walkíria (Yoná Magalhães), mulher inescrupulosa e egoísta que não aceita o relacionamento dos dois, e quer que a enteada se case de qualquer jeito com Rafael para pôr a mão na herança de Durval. Walkíria namora Murilo Noronha (Walmor Chagas), homem sedutor - conhecido pelas suas aventuras amorosas - e determinado que trabalha como editor de uma importante revista carioca, mas é frustrado profissionalmente por não ter sido romancista. Ele vive em conflito com seu chefe, o firme empresário João Paulo Colaço (Altair Lima), que se apaixona por Walkíria ao longo da trama.
Gilda não pretende cumprir sua parte no testamento. Serena e segura, Gilda vive uma vida bem estabelecida em Paris com o marido, André (Antonio Patiño), e a filha, Vânia (Nívea Maria), e não pretende voltar ao Brasil, porém, André está atravessando uma crise financeira e não tem como manter a estabilidade da família. Gilda e André conheceram Durval nos anos 50, quando fecharam negócios.
Ilka é uma artista plástica bem-sucedida e sofisticada, que vive um casamento desgastante e infeliz com Otávio (Oswaldo Loureiro), um executivo mau-caráter, que a trata com negligência e quer se apoderar da herança de Durval, o que a deixa insegura e carente. Nunca tinha ouvido falar no velho Durval, mas decide fazer um imenso sacrifício emocional para cumprir sua função, pois não tem uma ótima relação com a mãe, a tresloucada Maria Ilka ou Kiki Vassourada (Zilka Salaberry), como é conhecida. Em busca de liberdade, Kiki abandonou Ilka com poucos meses de vida, deixando-a sob os cuidados do pai. Na verdade, Kiki havia sido o grande amor da vida de Durval e também o abandonou, para dar vazão ao seu gosto pela independência, saindo pelo mundo montada na sua motocicleta. As duas não se veem há anos e não têm muitas afinidades, mas concordam em morar juntas.
Já a atriz e cantora Isadora também não conhecia Durval e sofre com o dilema proposto pelo testamento, pois ela ama o que faz, tem talento para o ofício e esperança de obter sucesso profissional, mas sofre com a escassez de dinheiro.
As cinco formam uma sólida amizade e se unem para cumprir suas obrigações: Gilda volta a morar no Brasil e se hospeda na casa de Patrícia; Ilka e sua mãe, Kiki Vassourada, se entendem bem; Tereza conclui a faculdade e engata um romance com Murilo; e Patrícia se casa com Rafael, mas na última hora não recebem a herança, porque Isadora faz show onde canta, dança e atua, e consegue sucesso inesperadamente, sem conseguir largar a profissão.
A trama dá uma reviravolta quando Ilka descobre que sua mãe fora namorada de Durval, Patrícia se apaixona por Rafael - que começa a desprezá-la - e esconde sua gravidez dele, Isadora e o próprio Rafael descobrem que são filhos de Durval e sofrem misteriosos atentados promovidos por Suzana Brito (Renata Fronzi), ambiciosa ex-mulher de Durval, que não se conforma por não ter estado no testamento, e Fábio fica decepcionado com Patrícia e acaba apaixonando-se por Isadora.
No final da telenovela, Suzana - já enlouquecida - tenta matar Rafael no escritório da fábrica com um revólver, mas acaba sendo internada; Patrícia e Rafael - depois de muitos desencontros - terminam juntos com um filho; Tereza se torna uma jornalista brilhante e se casa com Murilo; Gilda se reconcilia com André; Ilka se separa do marido e foge de motocicleta com a mãe; e Isadora termina com Fábio. Na última cena todos se reúnem na boate onde Isadora se apresenta, cantando a canção-título da novela.

## Elenco
| Ator                 | Personagem                            |
| -------------------- | ------------------------------------- |
| Sandra Bréa          | Isadora Ferreira da Cruz              |
| Aracy Balabanian     | Teresa Rodrigues                      |
| Renata Sorrah        | Patrícia Braga de Albuquerque         |
| Maria Luíza Castelli | Ilka Silveira da Cunha                |
| Célia Biar           | Gilda Diniz Steiner                   |
| Walmor Chagas        | Murilo Prado                          |
| Yoná Magalhães       | Walkíria Braga Albuquerque            |
| José Augusto Branco  | Rafael Lara Ribeiro                   |
| Renata Fronzi        | Suzana Brito                          |
| Altair Lima          | João Paulo Colaço                     |
| Zilka Salaberry      | Maria Ilka Silveira (Kiki Vassourada) |
| Oswaldo Loureiro     | Otávio Alves da Cunha                 |
| José Wilker          | Fábio Rossi                           |
| Nívea Maria          | Wânia Diniz Steiner                   |
| Castro Gonzaga       | Onofre Rodrigues                      |
| Antônio Patiño       | André Steiner                         |
| Anilza Leoni         | Zélia Esteves                         |
| Flávio Migliaccio    | Sérgio                                |
| Jacyra Silva         | Lola                                  |
| Patrícia Bueno       | Mônica Rossi                          |
| Fausto Rocha         | Mário Brito                           |
| Leila Cravo          | Carmem                                |
| Paulo Gonçalves      | Camilo Diniz                          |
| Heloísa Helena       | Florinda                              |
| Hemílcio Fróes       | Alfredo                               |
| Ilva Niño            | Jandira                               |
| Juan Daniel          | Jofre                                 |
| Betty Saddy          | Bete                                  |
| José Maria Monteiro  | Olegário                              |

### Participações especiais
| Ator                        | Personagem                |
| --------------------------- | ------------------------- |
| Antônio Victor              | Amigo de Onofre           |
| Auricéia Araújo             | Madalena                  |
| Clementino Kelé             | Barcelos                  |
| Cláudia Loureiro            | Marcela Silveira da Cunha |
| Djavan                      | Ele mesmo                 |
| Estelita Bell               | Mimi Borba                |
| Fernando José               | Dr. Joe                   |
| Fernando Villar             | Diretor do sanatório      |
| Gonzaga Vasconcellos        | Fazendeiro                |
| Luís Delfino                | Dr. Sílvio                |
| Margareth Boury             | Márcia                    |
| Osmar Milito e seu Conjunto | Eles mesmos               |
| Paulo Castelli              | Paulinho                  |
| Sérgio de Oliveira          | Dr. Eliseu                |
| Sidney Marques              | Fernando                  |
| Talita de Miranda           | Tamires                   |
| Walter Mattesco             | Dr. Matos                 |

## Produção
O enredo foi sugerido ao autor por Daniel Filho, inspirado num fato ocorrido na Inglaterra: um milionário deixara uma fortuna como herança para sua secretária, desde que ela atendesse a estranhas exigências.
Para ajudá-lo a escrever a novela, Lauro César Muniz contou com o então iniciante Gilberto Braga. Mais tarde, o autor foi escrever a sinopse de Escalada para o horário das 20h, e Gilberto Braga terminou a telenovela, supervisionado informalmente por Janete Clair. Foi a primeira telenovela assinada por Braga. O texto e direção carregam inspiração nas comédias românticas do diretor Frank Capra e outros clássicos do subgênero na mesma época.
Com um elenco feminino genuíno, Corrida do Ouro imortalizou Kiki Vassourada, personagem de Zilka Salaberry, uma antimãe que logo ganhou a simpatia do público: "Foi um personagem maravilhoso que fiz. Que andava de moto, uma louca varrida, e que dizia verdades na hora, mas sabendo muito da vida. Foi bacana porque foi logo depois de Irmãos Coragem".
A certa altura, os autores não estavam satisfeitos com as cenas que escreviam para Patrícia e Rafael, nas quais o galã demonstrava seu interesse no casamento e a mocinha o rejeitava. Os atores Renata Sorrah e José Augusto Branco achavam chato e o público, enfadonho. Janete Clair, autora da "novela das oito" da época, Fogo Sobre Terra, logo sugeriu aos autores: “Troca. Faz com que ele deixe de gostar dela, e ela se apaixone desesperadamente por ele”. Eles acharam a ideia meio absurda, mas seguiram o conselho.
A abertura da novela, de Joaquim Três Rios, era um trabalho de animação, desenvolvido na TV Globo São Paulo, por uma equipe dirigida pelo artista gráfico e cenógrafo Cyro Del Nero, no qual bonequinhos corriam atrás de uma moeda. O calhambeque da abertura tornou-se a marca registrada da novela.
O texto de Corrida do Ouro foi exportado para o Chile e adaptado pelo Canal 13, entre 1983 e 1984, sob o título Las herederas, onde também fez sucesso.

## Exibição

### Outras Mídias
Foi disponibilizada em 22 de julho de 2024 no Globoplay através do Projeto Fragmentos, que visa resgatar obras incompletas cujos capítulos foram perdidos em incêndios ou no processo de substituição de mídias físicas por questões econômicas. Foram publicados os capítulos: 01, 02, 89, 90, 177 e 178.

## Recepção
O crítico Valério Almeida escrevendo para o Jornal do Brasil elogiou a sinopse por reinventar o horário das sete, sendo totalmente diferente da antecessora que nas palavras do jornalista foi "desastrosa".

## Música

### Nacional
Capa: logotipo da novela
1. Gerações - Zé Rodrix
2. Quem Sabe - Montesuma
3. Laranja da Terra - Eustáquio Sena
4. Gilda - Orquestra Som Livre
5. Olho D'Água - Golden Boys e Trio Esperança
6. Corrida do Ouro - Coral Som Livre (música-tema)
7. Tereza - Betinho
8. Nem Pensar - Sandra Bréa
9. A Bem da Verdade - Edy Star
10. Agora - Coral Som Livre e Orquestra Som Livre
11. Indecisão - Betinho
12. Granizo - Orquestra Som Livre

- Sonoplastia: Roberto Rosemberg
- Músicas e arranjos: Zé Rodrix
- Coordenação geral: João Araújo
- Produção musical: Guto Graça Mello e Eustáquio Sena

### Internacional
Capa: logotipo da novela
1. Jeux Interdits - Paul Mauriat
2. Feelings - Morris Albert
3. You've Got My Soul On Fire - The Temptations
4. Noi Due Per Sempre'' - Wess & Dori Ghezzi
5. Waterbed - The LTG Exchange
6. Let's Put It All Together - The Stylistics
7. The Need To Be - Jim Weatherly
8. Pinky - Elton John
9. She - Charles Aznavour
10. Sexy, Sexy, Sexy - James Brown
11. You Don't Care - The Dells
12. Between Her Goodbye And My Hello - Gladys Knight & the Pips
13. Broken Home - The Whispers
14. The Reason We Live - Jim Grady

- Julia - Ramsey Lewis
- Oklahoma Crude - Henry Mancini